# Schmidt Hills
Die Schmidt Hills sind eine Gruppe felsiger Hügel im westantarktischen Queen Elizabeth Land. Sie erstrecken sich in der Neptune Range der Pensacola Mountains über eine Länge von 24 km nördlich des Childs-Gletschers und westlich des Roderick Valley.
Der United States Geological Survey kartierte die Hügel anhand eigener Vermessungen und Luftaufnahmen der United States Navy aus den Jahren von 1956 bis 1966. Das Advisory Committee on Antarctic Names benannte sie 1965 nach dem US-amerikanischen Geologen Dwight L. Schmidt, der für den United States Geological Survey in drei Sommerkampagnen zwischen 1962 und 1966 in den Pensacola Mountains tätig war.

## Weblinks

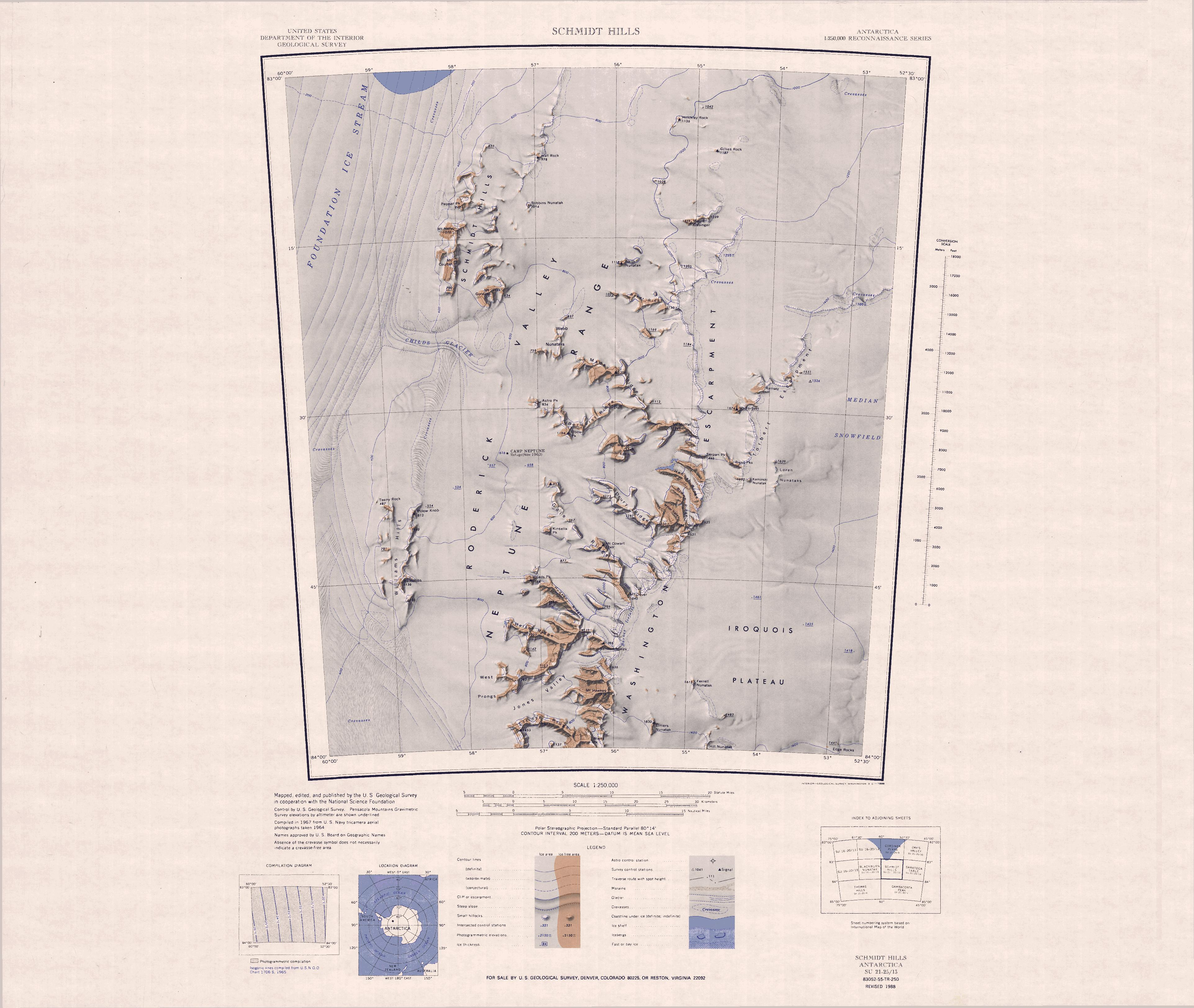
Kartenblatt Schmidt Hills von 1967 (Neuauflage 1988), Schmidt Hills im nordwestlichen Viertel